# Max Factor
Max Factor là một thương hiệu mỹ phẩm phổ biến từ công ty mỹ phẩm Coty, Inc.. Được thành lập vào năm 1909 dưới tên Max Factor & Company của Maksymilian Faktorowicz, một chuyên gia thẩm mỹ đến từ Ba Lan. Trong những ngày đầu, nó chuyên về trang điểm màn ảnh. Cho đến khi nhượng quyền 500 triệu USD năm 1973, Max Factor & Company đã thuộc nhiều thế hệ dòng họ và trở thành một công ty quốc tế trong thời gian đó. Procter & Gamble đã mua lại vào năm 1991 và nó vẫn là thương hiệu phổ biến.

## Lịch sử
Sau khi nhập cư từ thị trấn Zduńska Wola (Vương quốc Lập hiến Ba Lan) sang Hoa Kỳ vào năm 1904, Max Factor chuyển gia đình và doanh nghiệp của ông đến Los Angeles, California, nhận ra cơ hội cung cấp tóc giả được làm theo yêu cầu và trang điểm sân khấu dành cho ngành công nghiệp điện ảnh đang phát triển. Bên cạnh bán sản phẩm trang điểm của riêng mình, ông nhanh chóng trở thành nhà phân phối của cả Leichner và Minor, hai nhà sản xuất sân khấu hàng đầu.
Trong những năm đầu làm phim, phấn mỡ hóa trang ở dạng thỏi que, mặc dù trang điểm được chấp nhận để sử dụng trên sân khấu, không thể thoa mỏng, cũng không phải có được nơi sắc màu làm việc hài lòng trên màn hình. Factor bắt đầu thử nghiệm với hợp chất khác nhau khi nỗ lực phát triển phấn trang điểm thích hợp cho môi trường phim mới. Đến năm 1914 ông đã hoàn thiện sản phẩm mỹ phẩm đầu tiên của mình. Với thành tích chính yếu này, Max Factor trở thành chuyên gia mỹ phẩm trong ngành làm phim. Chẳng bao lâu các ngôi sao điện ảnh nóng lòng muốn thử "phấn mỡ hóa trang linh hoạt" của ông.
Trong những năm đầu, doanh nghiệp Factor áp dụng cá nhân sản phẩm của ông cho giới diễn viên. Ông đã phát triển danh tiếng có thể tùy chỉnh trang điểm gương mặt cho diễn viên dưới ánh sáng tốt nhất có thể trên màn hình. Trong số những khách hàng đáng chú ý nhất của ông, có Ben Turpin, Gloria Swanson, Mary Pickford, Pola Negri, Jean Harlow, Claudette Colbert, Bette Davis, Norma Shearer, Joan Crawford và Judy Garland. Kết quả là hầu như tất cả nữ diễn viên điện ảnh chính là khách hàng thường xuyên của thẩm mỹ viện Max Factor, nằm gần đại lộ Hollywood Boulevard.
Vào năm 1918, Max Factor đã hoàn thành phát triển loại phấn phủ "Color Harmony" của ông, nhờ có nhiều màu sắc, cho phép ông tùy chỉnh và tạo ra lớp trang điểm phù hợp hơn cho từng diễn viên. Ông đã tạo ra rất nhiều diện mạo cho các nữ diễn viên này, như đôi môi diễn kịch câm, hình trái tim của  Clara Bow. Nhiều năm sau, ông cường điệu đôi môi đầy tự nhiên của Joan Crawford để phân biệt cô với những ngôi sao tương lai sao chép lại vẻ Clara Bow mà ông tạo ra. Ông cũng tạo ra các sắc thái đặc biệt: bạch kim (cho Jean Harlow), trung tính (đối với Joan Crawford), sẫm tối (đối với Claudette Colbert) và ánh sáng Ai Cập (đối với Lena Horne). Đối với Rudolph Valentino, ông tạo ra trang điểm bổ sung cho da và che giấu mảng tối trên da.
Năm 1920, Max Factor đưa ra đề xuất của con trai Frank và chính thức bắt đầu đề cập đến sản phẩm của ông như là "make-up" dựa trên cụm từ "trang điểm". Cho đến thời điểm đó thuật ngữ "cosmetics" (mỹ phẩm) đã được sử dụng; thuật ngữ "make-up" bị xem là thô tục, chỉ được những người trong rạp hát hoặc danh tiếng không rõ ràng sử dụng và không phải cái gì đó để sử dụng trong xã hội lịch sự.
Năm 1922 khi đi nghỉ ở Châu Âu với vợ, Factor đã đến thăm trụ sở của Leichner ở Đức. Lúc đó ông là nhà bán lẻ lớn nhất phấn mỡ hóa trang ở sân khấu, tuy nhiên ông đã ngủ gật và chờ đón tiếp tại lễ tân. Khó chịu cách thoa phấn quá lâu, ông bỏ đi và ngay lập tức cho phép con trai ông bắt đầu bán nhãn hiệu phấn mỡ hóa trang do ông sở hữu. Cho đến lúc Factor đã tự tạo ra phấn mỡ hóa trang của riêng ông để sử dụng cho khách hàng của ông, nhưng đã không cố gắng tiếp thị nó trong khi ông đại diện cho nhãn hiệu khác. Bây giờ ông tập trung vào các sản phẩm của mình, mà ông chào bán loại ống gấp lại, thay thế thỏi que mà nhà sản xuất khác dùng. Phấn mỡ hóa trang dạng ống gấp không chỉ vệ sinh hơn mà còn có thể thoa mỏng hơn và đều đặn. Sớm sau đó, phiên bản của Max Factor là nhãn hiệu hàng đầu.
Vào những năm 1920, các con trai ông, Davis và Frank đã tham gia rất nhiều kinh doanh, với Davis là tổng giám đốc và Frank trợ giúp cha trong việc phát triển sản phẩm mới.
Năm 1925, công ty nhận được yêu cầu lớn nhất cho đến nay khi phải hoàn thành đơn hàng gấp để cung cấp 600 gallon trang điểm ô liu sáng cho bộ phim Ben-Hur để đảm bảo rằng màu da các diễn viên vai phụ sử dụng trong quá trình quay phim được thực hiện ở Mỹ sẽ phù hợp với diễn viên vai phụ có da sẫm màu ở những cảnh được quay ở Ý.
Năm 1926 cho bộ phim Mare Nostrum, Max và Frank Factor đã phát triển cách đồ trang điểm sân khấu không thấm nước đầu tiên.
Vào thập niên 2020, Max Factor trở nên nổi tiếng bên ngoài cộng đồng điện ảnh, dẫn đến công ty vào đầu những năm 1930 phát triển bộ phận quan hệ công chúng.